# Los dos hidalgos de Verona
Los dos hidalgos de Verona es una comedia de William Shakespeare, y una de las primeras obras que escribió. Uno de los personajes más cómicos de Shakespeare, el siervo Launce con su perro Crab, aparece en esta obra.

## Fecha, presentación y publicación
Aunque no se conoce la fecha exacta de composición, se cree que Los dos hidalgos de Verona es una de las primeras obras de Shakespeare. Los expertos piensan que se escribió alrededor del año 1590, a pesar de que la primera evidencia de su existencia se encuentra en una lista de obras escrita por Francis Meres y publicada en 1598. Los dos hidalgos de Verona no se imprimió hasta 1623, cuando apareció en el First Folio.
No hay ningún registro de una representación durante la vida de Shakespeare, ni hasta la prohibición de teatros en 1642. La representación más temprana que se conoce ocurrió en el teatro de Drury Lane en 1762, en la que se aumentaron los papeles de Launce y su perro. El texto puro de Shakespeare se presentó en el Royal Opera House en 1784. Frederic Reynolds montó una versión operística en 1821.
La obra se ha producido de vez en cuando, pero con poco éxito en el mundo anglófono. Se ha mostrado más popular en la Europa continental.

## Personajes
- El duque de Milán, padre de Silvia
- Lanza, criado gracioso de Proteo
- Valentín y Proteo, los dos hidalgos
- Pantino, criado gracioso de Antonio
- Antonio, padre de Proteo
- Turio, rival de Valentín
- Julia, amada de Proteo
- Eglamur, cómplice de Silvia
- Silvia, amada de Valentín
- Relámpago, criado gracioso de Valentín
- Lucía, doncella de Julia
- Bandidos
- Criados y músicos

## Trama

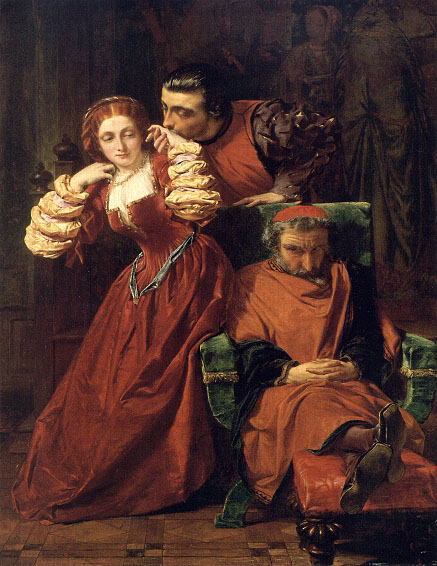
Alfred Elmore. Dos hidalgos de Verona

Los dos hidalgos del título son Valentino y Proteus, dos buenos amigos. Valentino sale de Verona para visitar Milán para madurar. Deja a su mejor amigo, Proteus, pero no sin reprenderle por haberse aplicado más en los asuntos del amor que en los de la mente. Por casualidad, el padre de Proteus se pone de acuerdo con Valentino y pronto manda a Proteus a Milán. Después de una despedida tierna con su amada, Julia, Proteus encuentra a un Valentino enamorado con Silvia, la hija del duque de Milán. Desafortunadamente, Proteus también se enamora de Silvia y hace todo lo posible para poder casarse con ella. Mientras que Proteus está en Milán, Julia se propone encontrarse con su enamorado y viaja a Milán disfrazada de muchacho. Ahí ella descubre la traición de Proteus y ella se hace pasar por su paje hasta que piensa en algo que hacer.
La obra concluye con una confrontación intensa en el bosque, donde Proteus intenta violar y raptar a Silvia. Valentino la salva, pero después la cede a Proteus para preservar su amistad. Julia se desmaya, revelando su identidad. Proteus se acuerda de su amor hacia Julia y vuelve con ella.
En la trama cómica, Launce encuentra el amor, pero se queja al público de los atributos de su amada, cuyos defectos "son más que sus pelos."

## Origen
Como ocurre con muchas de las historias que escribió, Shakespeare no inventó la de Los dos hidalgos de Verona. La fuente original de la obra es la historia de Félix y Felismena contenida en Los siete libros de la Diana, una novela pastoril del escritor portugués Jorge de Montemayor traducida al inglés en 1598 por Bartholomew Yong. Así lo creen Geoffrey Bullough, Judith Kennedy y Stuart Gillespie. Pero se sabe que había también una obra de teatro inspirada en la misma historia que se presentó en 1585, de forma que también es posible que Los dos hidalgos de Verona sea una adaptación de esta obra.

## Temas
El tema principal de la obra es el debate entre la amistad y el amor. La obra se pregunta si la amistad entre dos amigos es más importante que una relación entre dos amantes. Este tema es común en la literatura del Renacimiento, pero algunos aspectos de la cultura de esa época celebraban la amistad más que el amor porque aquella es más pura y no se involucraban con el amor sexual. Esta creencia explica el final de la obra, que confunde a muchas personas en la actualidad.

## Conexiones con otras obras de Shakespeare
- Valentino intenta a rescatar a Silvia de su padre controlador y su desterramiento se parecen a lo que pasa a Romeo en Romeo y Julieta.
- Shakespeare volvió al tema de amigos luchando entre sí por una misma mujer en una de sus últimas obras, Los dos nobles parientes.
- El uso de un bosque como un lugar de misterios es parecido a los bosques de Cuento de invierno y El sueño de una noche de verano.
- En las obras posteriores de Como gustéis y Noche de reyes Shakespeare escribió personajes femeninos que se visten de muchachos.
- Launce tiene mucho en común con el personaje de Launcelot Gobbo de El mercader de Venecia. Los dos tienen nombres, una manera de hablar, trabajos, y funciones dramáticas parecidos en sus respectivas obras. Es posible que fueran representados por el mismo actor, William Kempe.